# Ngounié
Pour le cours d'eau, voir Ngounié (cours d'eau).
La Ngounié (ou N'gounié), est la quatrième, par l'ordre alphabétique, province du Gabon. Elle couvre une superficie de 37 750 km2 et comptait 100 838 habitants en 2013. Son chef-lieu est Mouila.

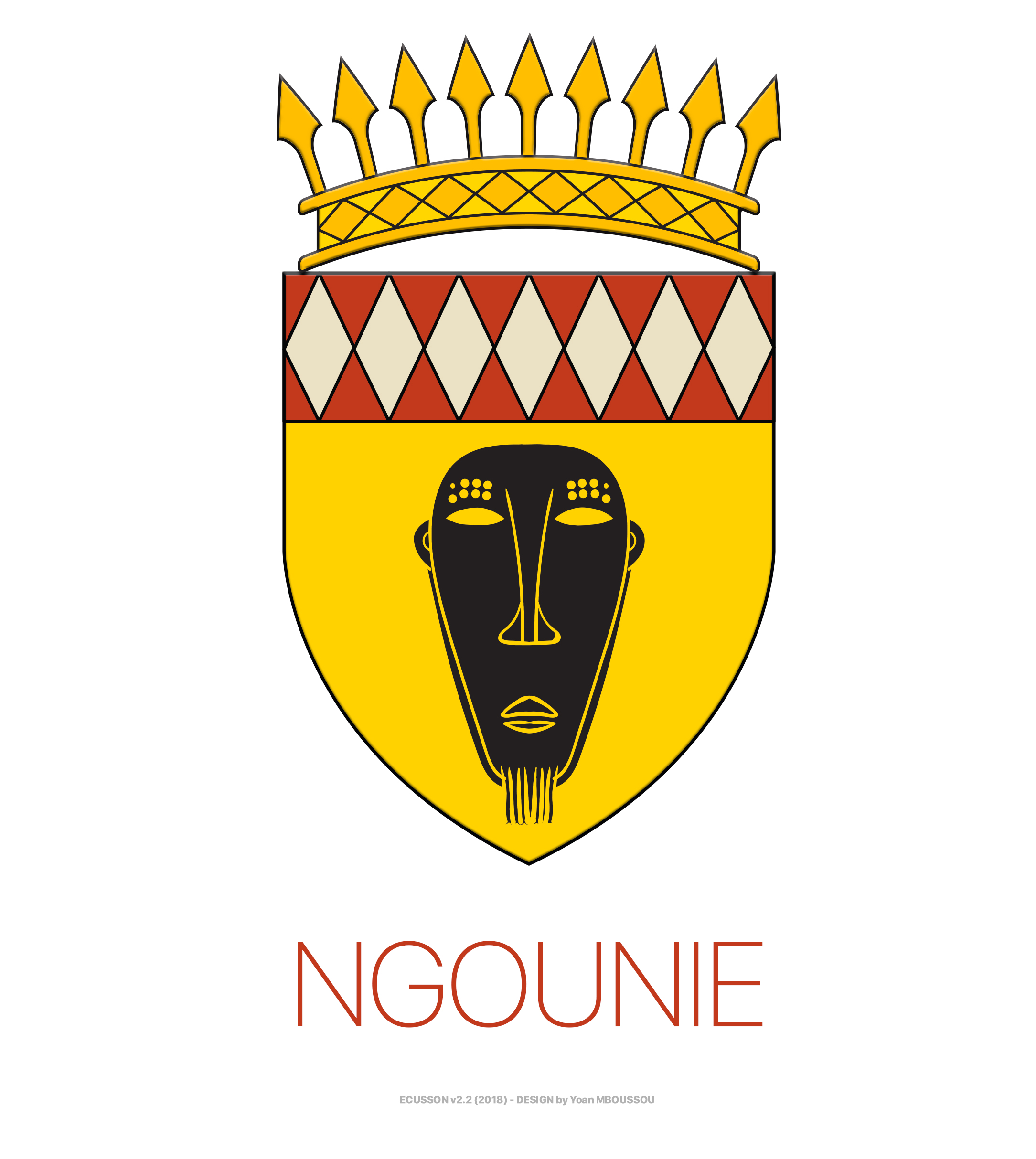
Blason Ngounié

En 2018, son gouverneur est Benjamin Banguebe Moyobi .

## Histoire
La province doit son nom à la rivière Ngounié, qui la traverse avec ses nombreux affluents.
C'est en décembre 1858 que l'explorateur français Paul du Chaillu parvient par la Ngounié à la hauteur de Fougamou. Il y découvre les différentes populations riveraines qu'il décrira au cours de son second voyage. Des missions catholiques seront par la suite érigées dans la province, à Mandji, Sindara et Saint-Martin dont l'architecture attire de nombreux touristes.

## Géographie
|                 | Moyen-Ogooué |             |
| Ogooué-Maritime | Ngounié      | Ogooué-Lolo |
| Nyanga          | Niari        |             |

### Physique géologique
Situé dans le sud du Gabon, son relief est caractérisé par de grandes plaines forestières qui séparent le massif cristallin du Chaillu des monts Ikoundou. Massifs abrupts, plaines, forêts épaisses, savanes, rivières et lacs, falaises, grottes profondes et vastes zones agricoles modèlent un paysage parsemé de hameaux et de villages.

### Population
Estimée à 101 415 habitants, la population de la Ngounié regroupe une importante diversité ethnique composée des Eshira, Apindji, Punu, Mitsogo, Nzebi, Massango, Vungu et Éviya, arrivés par des vagues de migrations successives, vivant en bonne intelligence depuis plusieurs siècles. Toutes les ethnies de la Ngounié appartiennent au groupe Bantou.
La répartition ethnique de la province est la suivante:
| Groupe ethnique | Nombre d'habitants |
| --------------- | ------------------ |
| Punu - Eshira   | 35 260             |
| Nzebi - Dyma    | 22 260             |
| Okandé - Tsogho | 11 815             |
| Kota - Kélé     | 2 435              |

L'organisation sociale et religieuse traditionnelle demeure très présente dans la vie quotidienne de la province, surtout les cultes du Bwiti et du Ndjembé (société secrète féminine).

## Légendes et mythes
Des légendes populaires racontent que la province de la Ngounié est protégée par plusieurs génies. Ainsi les sirènes Ipeti et Mougoumi, génies femelles, vivant respectivement dans la Dola et la Ngounié seraient les protectrices de Ndendé et de Mouila. Tsamba, génie mâle et Magotsi, génie femelle, seraient les protecteurs de Fougamou sur laquelle ils veillent du haut des chutes de l'impératrice. Ces génies sont les symboles protecteurs des départements de la province. Ils inspirent crainte et respect aux habitants, surtout lorsque ces derniers traversent les cours d'eau. Pour leur rendre hommage, les riverains des fleuves et rivières de la province jettent des pièces de monnaie et versent des boissons alcoolisées dans les cours d'eau.

## Divisions administratives

Départements de la Ngounié

La province de la Ngounié est subdivisé en 9 départements (chef-lieu entre parenthèses) :
- Boumi-Louetsi (Mbigou)
- Dola (Ndendé)
- Douya-Onoye (Mouila)
- Louetsi-Bibaka (Malinga)
- Louetsi-Wano (Lébamba)
- Mougalaba (Guiétsou)
- Ndolou (Mandji)
- Ogoulou (Mimongo)
- Tsamba-Magotsi (Fougamou)

## Source
- « Gabon », sur Statoids.com